# Orthotrichia bolyi
Orthotrichia bolyi is een schietmot uit de familie Hydroptilidae. De soort komt voor in het Afrotropisch gebied.